# Lijst van voetbalinterlands Burundi - Seychellen
Deze lijst van voetbalinterlands is een overzicht van alle officiële voetbalwedstrijden tussen de nationale teams van Burundi en de Seychellen. De landen hebben tot op heden acht keer tegen elkaar gespeeld. De eerste ontmoeting was een kwalificatiewedstrijd voor het Wereldkampioenschap voetbal 2010 in Bujumbura op 1 juni 2008. Het laatste duel, een kwalificatiewedstrijd voor het Wereldkampioenschap voetbal 2026, werd gespeeld op 25 maart 2025 in Meknes (Marokko).

## Wedstrijden
| № | Plaats       | Datum            | Competitie           | Wedstrijd            | Uitslag |
| - | ------------ | ---------------- | -------------------- | -------------------- | ------- |
| 1 | Bujumbura    | 1 juni 2008      | WK 2010 kwalificatie | Burundi − Seychellen | 1 − 0   |
| 2 | Victoria     | 6 september 2008 | WK 2010 kwalificatie | Seychellen − Burundi | 1 − 2   |
| 3 | Roche Caiman | 7 oktober 2015   | WK 2018 kwalificatie | Seychellen − Burundi | 0 − 1   |
| 4 | Bujumbura    | 13 oktober 2015  | WK 2018 kwalificatie | Burundi − Seychellen | 2 − 0   |
| 5 | Dhaka        | 18 januari 2020  | Vriendschappelijk    | Burundi − Seychellen | 3 − 1   |
| 6 | Moroni       | 4 september 2021 | Vriendschappelijk    | Burundi − Seychellen | 8 − 1   |
| 7 | Berkane      | 11 juni 2024     | WK 2026 kwalificatie | Seychellen − Burundi | 1 − 3   |
| 8 | Meknes       | 25 maart 2025    | WK 2026 kwalificatie | Burundi − Seychellen | 5 − 0   |

## Samenvatting
| Competitie        | Totaal gespeeld | Winst Burundi | Gelijk | Winst Seychellen | Doelsaldo Burundi – Seychellen |
| ----------------- | --------------- | ------------- | ------ | ---------------- | ------------------------------ |
| WK-kwalificatie   | 6               | 6             | 0      | 0                | 14 − 2                         |
| Vriendschappelijk | 2               | 2             | 0      | 0                | 11 − 2                         |
| Totaal            | 8               | 8             | 0      | 0                | 25 − 4                         |

Wedstrijden bepaald door strafschoppen worden, in lijn met de FIFA, als een gelijkspel gerekend.
FFB · Burundees vrouwenelftal · Olympisch elftal
Interlands
Tegenstander:
Algerije ·
Angola ·
Bahrein ·
Bangladesh ·
Benin ·
Botswana ·
Burkina Faso ·
Centraal-Afrikaanse Republiek ·
Comoren ·
Congo-Brazzaville ·
Congo-Kinshasa ·
Djibouti ·
Egypte ·
Eritrea ·
Ethiopië ·
Gabon ·
Gambia ·
Ghana ·
Guinee ·
Indonesië ·
Ivoorkust ·
Kameroen ·
Kenia ·
Lesotho ·
Liberia ·
Madagaskar ·
Malawi ·
Mali ·
Marokko ·
Mauritanië ·
Mauritius ·
Myanmar ·
Namibië ·
Niger ·
Nigeria ·
Oeganda ·
Palestina ·
Rwanda ·
Senegal ·
Seychellen ·
Sierra Leone ·
Soedan ·
Somalië ·
Tanzania ·
Tunesië ·
Zambia ·
Zimbabwe ·
Zuid-Afrika ·
Zuid-Soedan
SFF · A-internationals · Seychels vrouwenelftal
1980 - 1989 · 
1990 - 1999 · 
2000 – 2009 · 
2010 – 2019 ·
2020 − 2029
Algerije ·
Angola ·
Bangladesh ·
Botswana ·
Burkina Faso ·
Burundi ·
Comoren ·
Congo-Kinshasa ·
Eritrea ·
Ethiopië ·
Gabon ·
Gambia ·
Ivoorkust ·
Kenia ·
Lesotho ·
Libië ·
Madagaskar ·
Malawi ·
Malediven ·
Mali ·
Mauritius ·
Mozambique ·
Namibië ·
Nigeria ·
Oeganda ·
Palestina ·
Rwanda ·
San Marino ·
Sierra Leone ·
Soedan ·
Sri Lanka ·
Swaziland ·
Tanzania ·
Tunesië ·
Zambia ·
Zimbabwe ·
Zuid-Afrika ·
Zuid-Soedan